# ديلان درير
ديلان درير (بالإنجليزية: Dylan Dreyer)‏ هي عالمة أرصاد أمريكية، ولدت في 2 أغسطس 1981 في Manalapan Township, New Jersey ‏ في الولايات المتحدة.